# Hedypathes curvatocostatus
Hedypathes curvatocostatus är en skalbaggsart som beskrevs av Aurivillius 1924. Hedypathes curvatocostatus ingår i släktet Hedypathes och familjen långhorningar. Inga underarter finns listade i Catalogue of Life.